# 手孕説話
手孕説話（てばらみせつわ）は、女性が、その身体に男性の手が接触したのが原因で孕み、片手を産んだという説話。
この説話を地名の起源とする土地に、滋賀県旧手孕村（現在の栗東市手原）があり、『広益俗説弁　遺篇』その他に記載がある。兵庫県旧手孕村にも村名の起源として同じ説があり、下総結城の手持観音の縁起もおなじ筋を説く。
この起源は中国で、李卓吾の『続開巻一笑』に「鄞県民某出賈、妻与其姒同処、夫久不帰、見夫兄、私心慕之、成疾阽危、家人知所以、且憐之、計無所出、強伯氏従帷外以手小拊其腹、遂有感成孕、及産惟一掌焉」とあるのから出たという説もある。
しかしいっぽうで肉体の一部を妊娠することから村の名となる話は別にある。たとえば『新編武蔵風土記稿』によれば、武蔵国足立郡膝子村は、村の農夫の妻が膝のようなものを産んだことから村名がおこったという。
つまり、神の来訪がその土地に子孫をのこすという考えが根拠となり、のちに来訪の象徴を手または足の痕として、これを神の接触の記念とする民俗があった。それゆえ、たとえ中国伝来の説話が起源であるとしても、他方の民俗がその成長、敷衍を助けたとも考えられるという。村名起源は、説話の連想からこじつけたものであろうという。